# Starý Vestec
Starý Vestec är en ort i Tjeckien.   Den ligger i regionen Mellersta Böhmen, i den centrala delen av landet, 30 km öster om huvudstaden Prag. Starý Vestec ligger 187 meter över havet och antalet invånare är 148.
Terrängen runt Starý Vestec är platt. Runt Starý Vestec är det ganska tätbefolkat, med 239 invånare per kvadratkilometer. Närmaste större samhälle är Černý Most, 19,4 km väster om Starý Vestec. Trakten runt Starý Vestec består till största delen av jordbruksmark.